# 나의 두번째 짝을 찾습니다
나의 두 번째 짝을 찾습니다는 매주 수요일 오전 8시 25분에 아침마당에서 방송되었던 짝 찾기 텔레비전 프로그램이다.

## 기획 의도
가족의 응원으로 짝을 찾아주는 매칭 텔레비전 프로그램이다.

## 방송 시간
| 방송 채널 | 방송 기간                         | 방송 시간                           |
| --------- | --------------------------------- | ----------------------------------- |
| KBS 1TV   | 2013년 2월 20일 ~ 2014년 5월 28일 | 매주 수요일 오전 8:25 ~ 9:30 (65분) |

## 진행자
- 1기 이광용, 조충현, 이재후, 김승휘 : 2013.2.20 ~ 2013.4.3
- 2기 이광용, 이영호, 조충현, 김승휘 : 2013.4.10 ~ 2014.5.28

## 같이 보기
- 아침마당
- 짝